# Aline, reine de Golconde

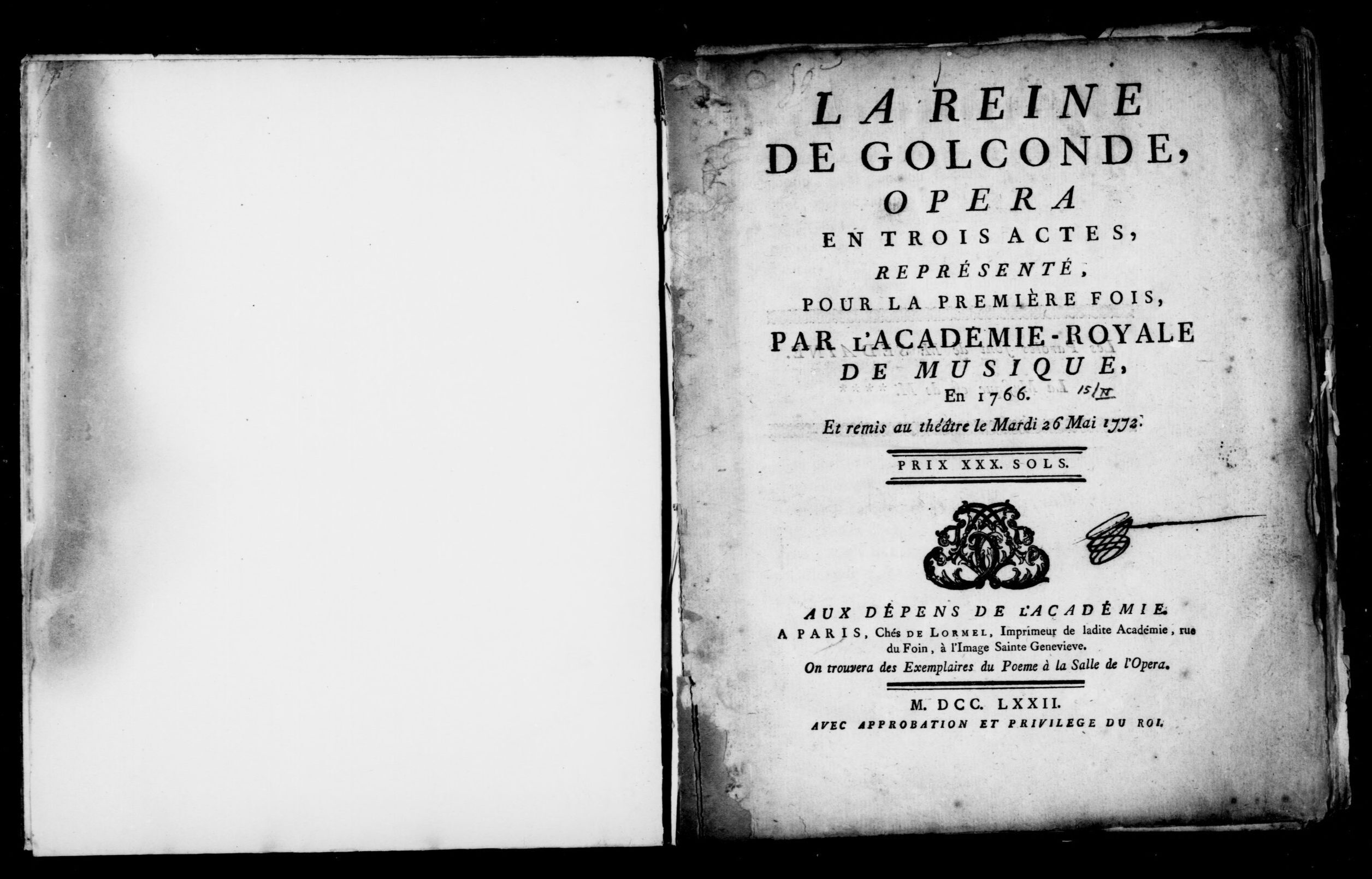
Aline, reine de Golconde paru en 1761

Aline, reine de Golconde est un opéra-ballet en 3 actes de Michel-Jean Sedaine, musique de Pierre-Alexandre Monsigny, chorégraphie de Jean-Barthélemy Lany, représenté pour la première fois à la Salle des Machines le 10 avril 1766.
L'histoire s'inspire du conte du même nom du chevalier de Boufflers paru en 1761.